# Astragalus convallarius
Astragalus convallarius är en ärtväxtart som beskrevs av Edward Lee Greene. Astragalus convallarius ingår i släktet vedlar, och familjen ärtväxter.

## Underarter
Arten delas in i följande underarter:
- A. c. convallarius
- A. c. finitimus
- A. c. margaretae
- A. c. scopulorum